# Chocolate Hills

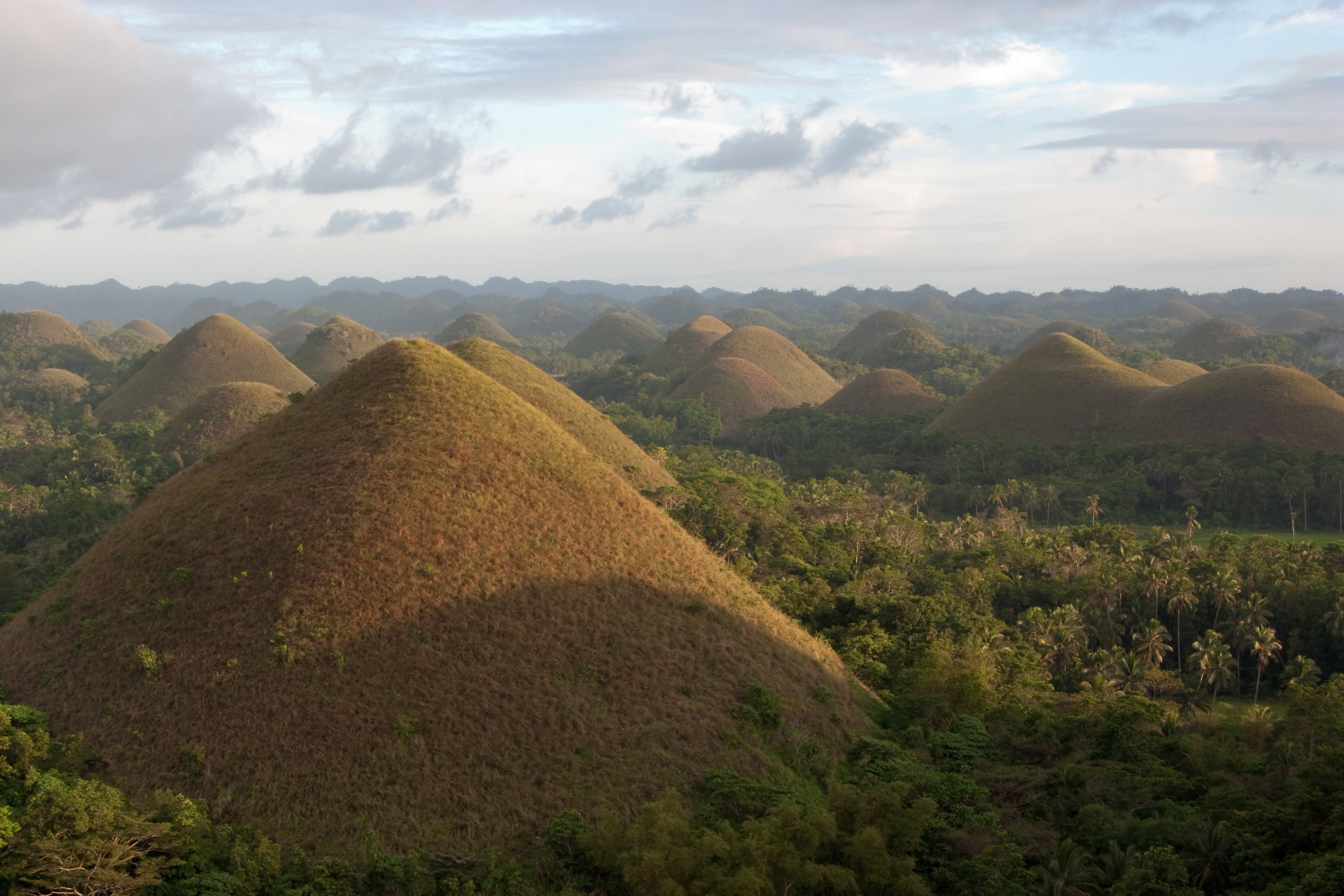
Chocolate Hills.

Chocolate Hills est une formation géologique peu commune se situant sur l'île de Bohol aux Philippines. Cette formation est composée de 1 268 collines en forme de cône de tailles similaires (qui a dû en comporter plus de 1 700 par le passé). Ces collines sont réparties sur plus de 50 kilomètres carrés. Elles doivent leur nom à leur forme et à la végétation qui devient brune vers la fin de la saison sèche.
Il existe de nombreuses légendes qui expliquent la formation de ces collines.
Leur formation date d'il y a environ deux millions d'années. D'origine sédimentaire, elles sont composées de sable et de calcaire provenant de l'accumulation de couches successives de corail et de coquillages au fond de la mer. Par la suite, le mouvement des plaques tectoniques a élevé la région hors de l'eau et a créé des fractures du sol. Ce sol sédimentaire s'est trouvé façonné par dissolution et érosion dues aux eaux pluviales, de surface et souterraines qui ont donné ces formes de cônes et de ballons de hauteurs similaires (varient de 30 mètres à 50 mètres de haut). Elles sont recouvertes principalement d'herbe (Imperata cylindrica).
Le site a été proposé par les Philippines pour inscription sur la liste du patrimoine mondial.

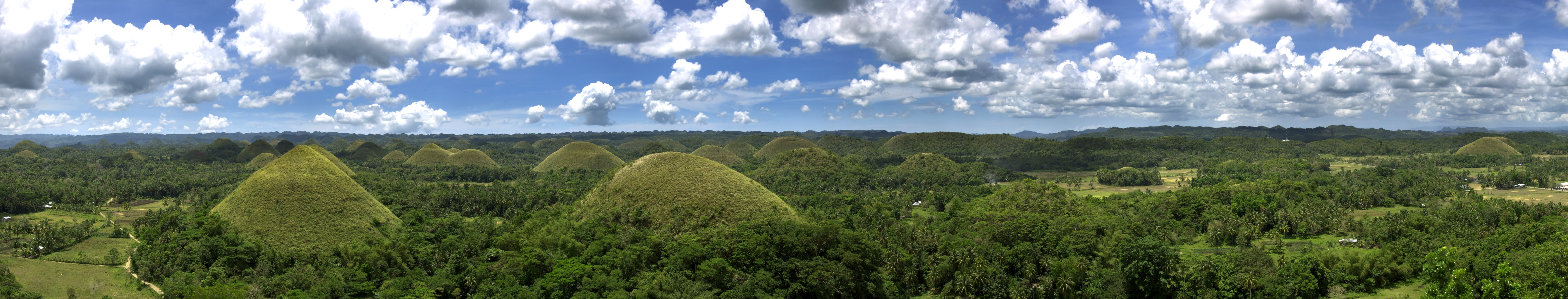
Panorama de Chocolate Hills.